# Xanh SM

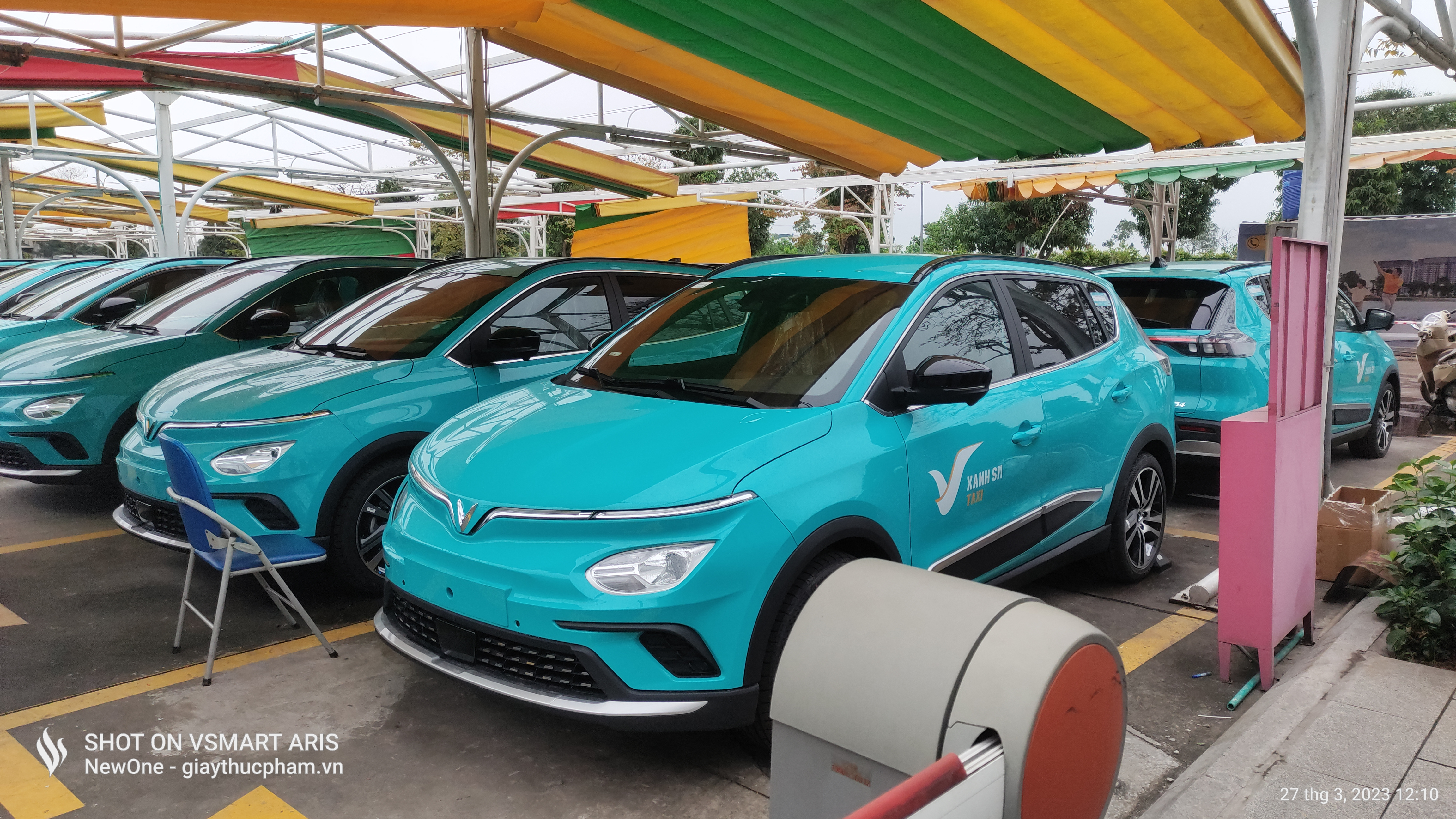
Xe GSM Green Car VinFast Nerio Green

Xanh SM, Taxi Xanh SM hay GSM (viết tắt của Green–Smart–Mobility, tên đầy đủ: Công ty Cổ phần Di chuyển Xanh và Thông minh) là một hãng taxi của Việt Nam. Công ty hoạt động trong hai lĩnh vực chính là taxi điện và cho thuê ô tô, xe máy điện VinFast, với quy mô đầu tư ban đầu là 10.000 ô tô và 100.000 xe máy. Đây là hãng taxi thuần xe điện đầu tiên tại Việt Nam.
Xanh SM được ông Phạm Nhật Vượng, chủ tịch của Tập đoàn Vingroup, sáng lập với vốn điều lệ 3.000 tỷ đồng, trong đó ông Vượng nắm giữ 95% tỷ lệ cổ phần. Xanh SM chính thức hoạt động tại Hà Nội từ ngày 14 tháng 4 năm 2023.
Màu sắc chủ đạo của Xanh SM là màu xanh lơ.

## Lịch sử
Xanh SM được Phạm Nhật Vượng sáng lập với vốn điều lệ 3.000 tỷ đồng, trong đó ông Phạm Nhật Vượng nắm giữ 95% tỷ lệ cổ phần. Công ty này chính thức hoạt động tại Hà Nội từ ngày 14 tháng 4 năm 2023.
Taxi Xanh SM nói riêng ra đời nhằm hưởng ứng mục tiêu quốc gia về biến đổi khí hậu của Việt Nam, trong đó có nỗ lực giảm thiểu phát thải từ các phương tiện giao thông thông qua việc chuyển đổi phương tiện từ xe chạy xăng sang xe điện. Hãng sẽ sử dụng chủ yếu là xe điện mua của hãng VinFast (cũng là một công ty thuộc Vingroup).
Ngày 27 tháng 4 năm 2023, Xanh SM khai trương tại Thành phố Hồ Chí Minh.
Ngày 13 tháng 10 năm 2023, Xanh SM triển khai 150 xe ô tô điện VinFast (VF 5 Plus) vào Lào, trở thành 1 hãng gọi xe điện quốc tế. Ngày 9 tháng 11, Xanh SM Laos khai trương ở Viêng Chăn.

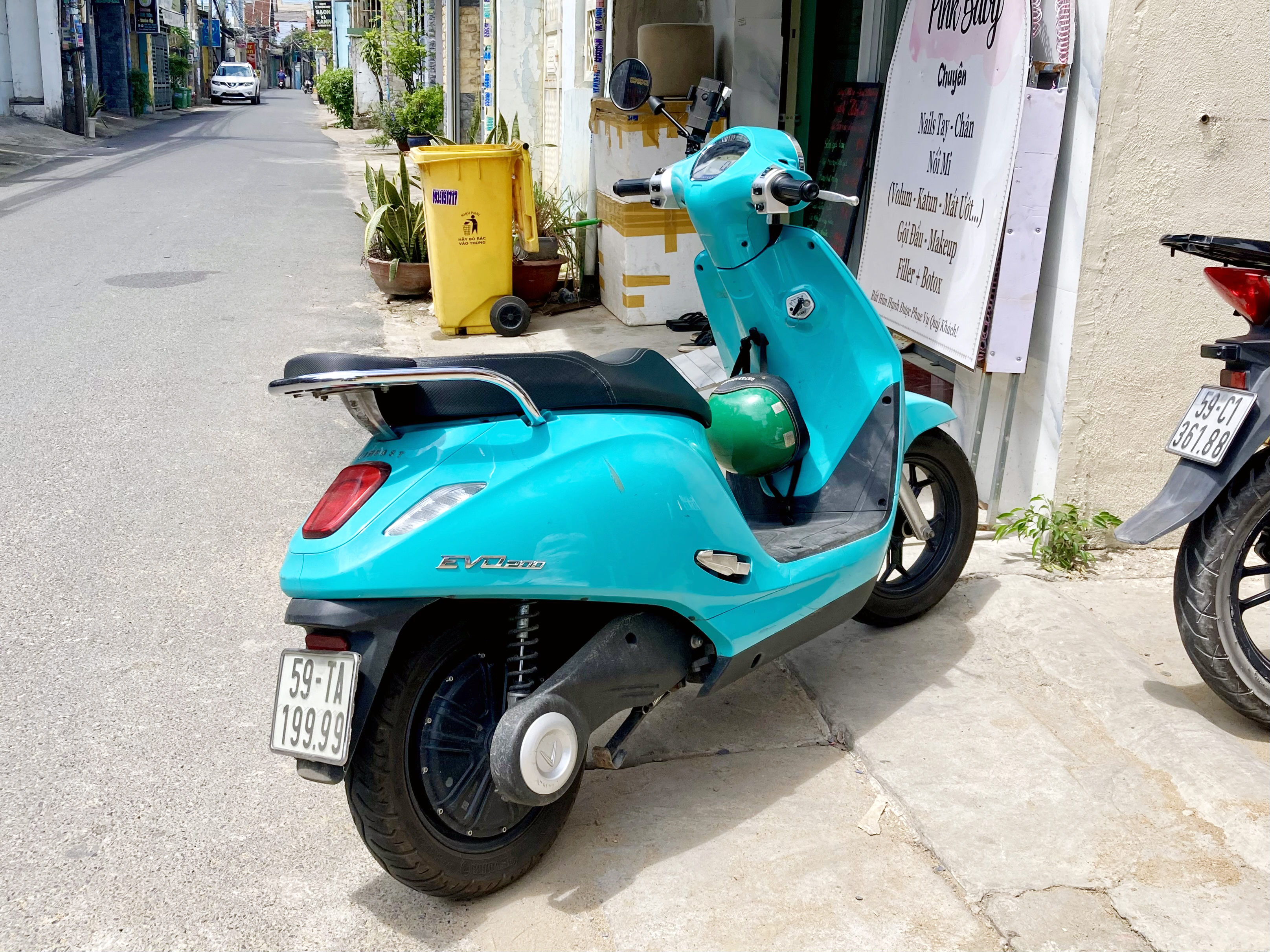
Xe máy Xanh SM tại thành phố Biên Hòa, Đồng Nai

## Đối tác

### Be Group
Xanh SM đầu tư trực tiếp vào Be Group để hỗ trợ đối tác. Ngoài ra, thông qua các đối tác tài chính, Xanh SM sẽ hỗ trợ tài xế của Be Group chuyển đổi từ xe chạy xăng sang xe điện một cách thuận tiện và dễ dàng nhất có thể.

### Lado Taxi

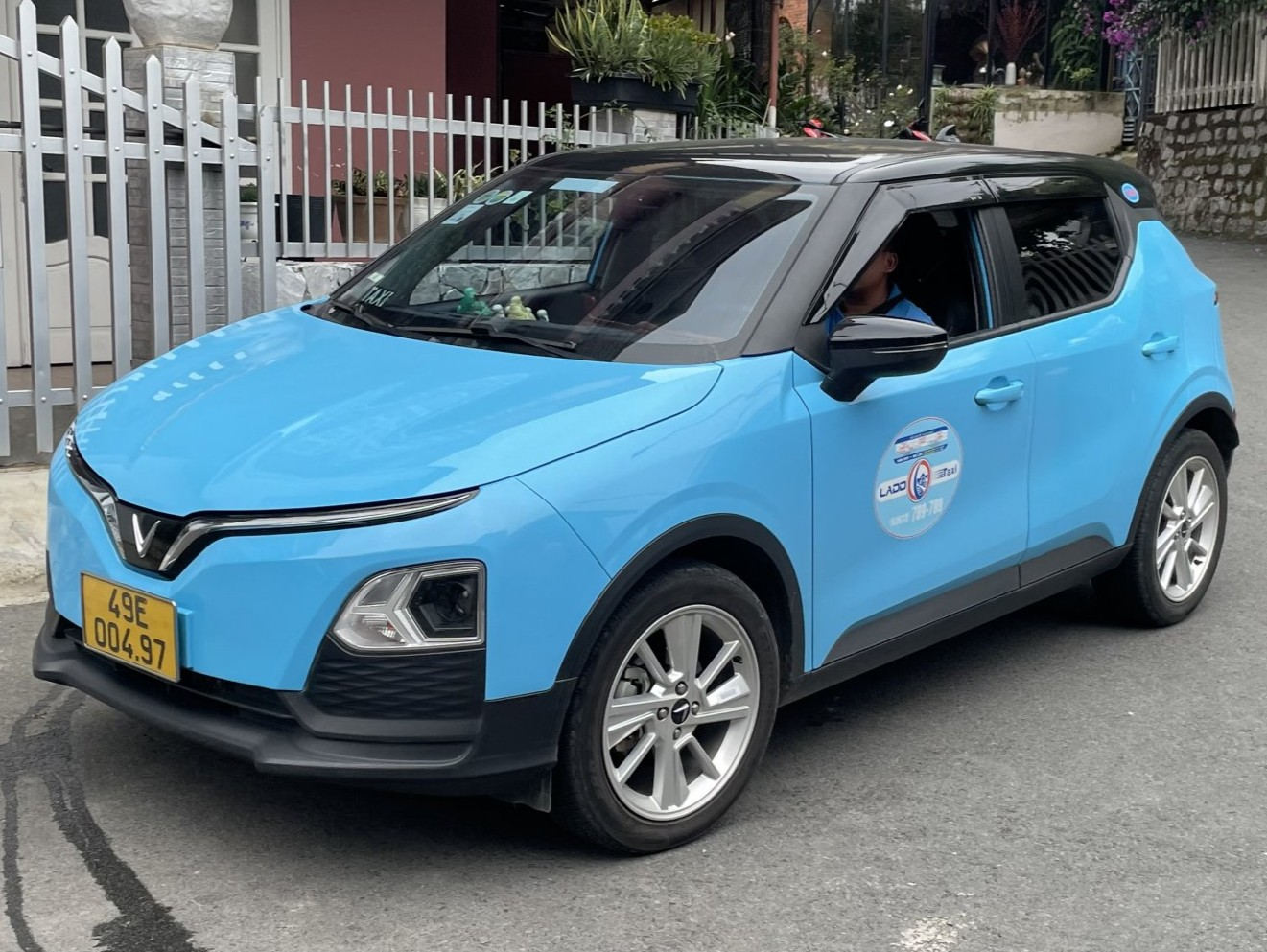
Xe VinFast VF5 được thuê bởi Lado Taxi tại Đà Lạt, Lâm Đồng

Lado Taxi ký hợp đồng thuê, mua ô tô điện với Xanh SM và VinFast, nhằm mở rộng hoạt động kinh doanh vào sáng ngày 27 tháng 3 năm 2023. Lado Taxi đã đặt mua 40 chiếc VF e34 và ký hợp đồng thuê 300 chiếc VF e34, 200 xe VF 5 Plus từ Xanh SM. Thời hạn thuê là 42 tháng kể từ ngày ký hợp đồng, có thể gia hạn tùy nhu cầu sử dụng thực tế.

### Ahamove
Công ty Cổ phần Dịch vụ Tức thời Ahamove đã chính thức nhận bàn giao 200 chiếc xe máy điện VinFast Feliz S, các xe này được mua trực tiếp từ VinFast nhằm phục vụ cho kế hoạch cho thuê xe điện (EV Rental) của Ahamove tại thành phố Đà Nẵng. Bên cạnh đó, đơn vị sở hữu Ahamove cũng đang xúc tiến hợp đồng thuê thêm 1.000 xe máy điện VinFast khác từ Xanh SM để mở rộng hoạt động kinh doanh.

### Én Vàng
Ngày 28 tháng 4 năm 2023, Én Vàng đã ký hợp đồng mua từ VinFast 25 xe VF e34 và VF 5 Plus, đồng thời ký kết biên bản ghi nhớ về việc thuê 125 xe điện từ công ty Xanh SM trong năm 2023.

### Taxi Xanh Sapa
Ngày 22 tháng 9 năm 2023, Công ty Trách nhiệm hữu hạn Một thành viên Thanh Thủy ký kết hợp đồng và biên bản ghi nhớ với Xanh SM và công ty VinFast mua và thuê 250 xe ô tô điện VinFast VF e34 và VF 5 Plus từ VinFast và Xanh SM trong năm 2023 và 2024. Taxi Xanh Sapa cũng dự kiến sẽ xuất hiện trên nền tảng ứng dụng Xanh SM.

## Lãnh đạo
- Tổng giám đốc: Nguyễn Văn Thanh.[16]